# Ieuan Wyn Jones

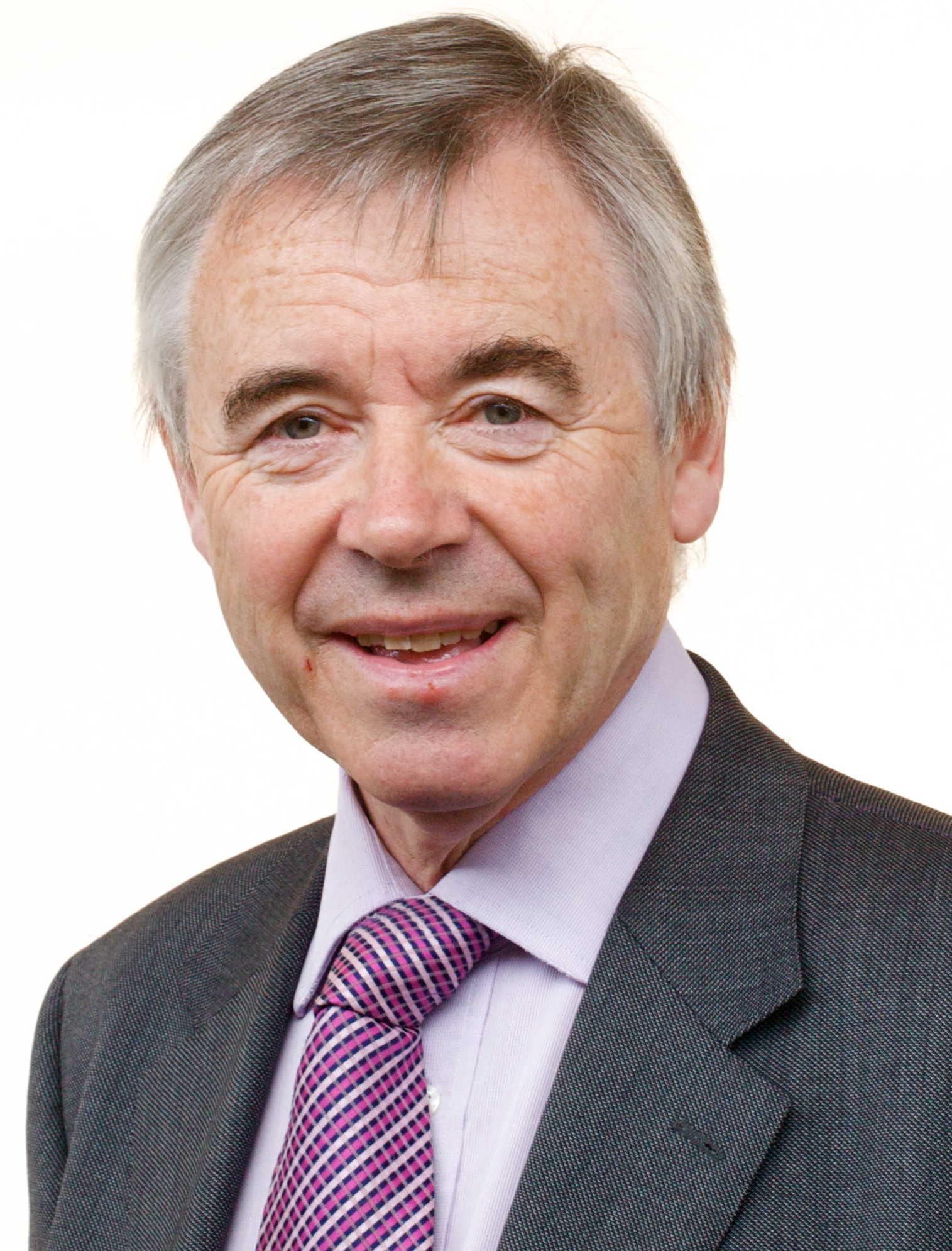
Ieuan Wyn Jones (2011)

Ieuan Wyn Jones (* 22. Mai 1949 in Denbigh, Wales) ist ein britischer Politiker, der von 2007 bis 2011 Deputy First Minister von Wales und von 2000 bis 2012 Vorsitzender von Plaid Cymru  war. Zudem ist er ehemaliges Mitglied der National Assembly for Wales und des House of Commons.

## Leben
Jones war der Sohn eines Baptistenpredigers und verbrachte seine Kindheit in einem walisischsprachigen Gebiet in Nordwales. Er studierte Jura am Liverpool Polytechnic College und an der University of London und war vor seinem Eintritt in die Politik als Anwalt tätig.
Später trat er der walisischen Partei Plaid Cymru bei, die mehr Autonomie für Wales im Vereinigten Königreich forderte. Bei der Wahl 1987 wurde er für einen Wahlkreis der Insel Anglesey in das britische Unterhaus gewählt, den er bis zur Wahl 2001 halten konnte.
Bei der ersten Wahl zur Nationalversammlung für Wales 1999 wurde er für den gleichen Wahlkreis in den Senedd gewählt, ein Parlament, für das er während seiner ganzen Karriere kämpfte. Nachdem Plaid bei der Wahl auf Anhieb mit 17 von 60 Sitzen zweitstärkste Kraft wurde, kandidierte Jones mit Erfolg für den Posten des Parteivorsitzenden, musste jedoch nach der enttäuschenden Wahl in Wales 2003 zurücktreten. 2006 wurde er jedoch erneut Parteivorsitzender und konnte bei der Wahl zur Nationalversammlung für Wales 2007 wieder drei Sitze für die Partei hinzugewinnen. Bald darauf trat die Partei zum ersten Mal in die Regierung unter Rhodri Morgan ein und bildete mit der Labour Party eine Koalition. Jones wurde zum stellvertretenden Ersten Minister der neuen Regierung sowie zum Wirtschafts- und Verkehrsminister ernannt. Dies blieb er auch in der Regierung von Morgans Nachfolger Carwyn Jones. Seine Amtszeit als Deputy First Minister endete 2011, nachdem Plaid Cymru bei den Wahlen zur waliser Nationalversammlung vier Sitze verloren hatte. Im folgenden Jahr trat er als Parteivorsitzender zurück und trat 2013 aus der Welsh Assembly aus. 2017 kandidierte Jones für seinen alten Sitz im Unterhaus, wurde aber besiegt.